# چونگ پوی کی
چونگ پوی کی (انگلیسی: Chung Pui Ki؛ زادهٔ ۲ فوریهٔ ۱۹۹۸) بازیکن فوتبال اهل هنگ کنگ است.
وی همچنین در تیم‌های ملی فوتبال زنان هنگ کنگ و تیم ملی فوتسال بانوان هنگ کنگ بازی کرده‌است.